# Sainneville
Sainneville är en kommun i departementet Seine-Maritime i regionen Normandie i norra Frankrike. Kommunen ligger i kantonen Saint-Romain-de-Colbosc som tillhör arrondissementet Le Havre. År 2022 hade Sainneville 866 invånare.

## Befolkningsutveckling
Antalet invånare i kommunen Sainneville
| Referens: INSEE |